# Jeff Rich
Jeff Rich, född 8 juni 1953 i London, Storbritannien, tidigare trummis i det brittiska boogierock-bandet Status Quo mellan 1986 och 2000.
1984 ersatte Jeff trummisen Rick Allen i Def Leppard under tiden Rick skadades allvarligt i en bilolycka där hans vänstra arm blev söndersliten. Jeff kom med i Status Quo 1986 i samband med bandets återförening. Han hade tidigare tillsammans med basisten John 'Rhino' Edwards arbetat med Rick Parfitt under inspelningen av Ricks solodebutalbum (1985) som aldrig blev utgivet. 
Jeff lämnade Status Quo 2000 och blev ersatt av Matt Letley. Istället satsade Jeff mer tid på sin trumskola för barn runtom i Storbritannien.